# Дерматоскопія
Дерматоскопія (синонім — епілюмінесцентна мікроскопія) — метод дослідження поверхневих уражень шкіри за допомогою спеціального приладу — дерматоскопу.
Дерматоскоп складається з джерела світла, яке може бути поляризованим або неполяризованим, а також зі збільшувального скла та додаткових елементів.
Сучасні цифрові епілюмінесцентні дерматоскопи здатні обробляти інформацію і записувати її у цифровому вигляді.
Дерматоскопія корисна для діагностики новоутворень на шкірі — доброякісних та онкологічних. Це неінвазивний метод, який дозволяє побачити структуру шкіри зі збільшенням в 10 разів (х10). Лікар може детально розглянути епідерміс, його колір, дермо-епідермальні з'єднання і сосочковий шар дерми. Під час діагностики на шкіру наносять імерсійний гель або олію для покращення якості зображень.

## Історія
- Вперше мікроскопію шкірного покриву було застосовано у 1663 році Johan Christophorus Kolhaus. Він досліджував за допомогою мікроскопу кровоносні судини нігтьового ложа.
- 1878 рік. Ернст Аббе додає до методу імерсійну олію для покращення зображення.
- 1893 рік. Метод трансформовано у мікроскопію шкіри за P. Unna. Порівняльні дослідження червоної та звичайної шкіри встановили, що оптичні властивості поверхневих шарів епідермісу заважають проникненню світла в дерму. Для збільшення проникнення світла та отримання зображення глибоких шарів шкіри було застосовано водорозчинну олію.
- 1916—1920 роки. За кресленнями Muller були зроблені перші моделі монокулярних та бінокулярних мікроскопів для капіляроскопії шкіри
- 1920 рік. Дерматолог Йоганн Сапфьєр удосконалює методику  застосуванням джерела світла та вводить термін «дерматоскопія»
- 1950-ті роки. Goldman (США) використовує дерматоскоп для оцінки пігментних уражень шкіри, дерматозів та пухлин;
- 1989 рік. Лікарі-дерматологи Мюнхенського Університету Людвіга-Максиміліана розробили прилад для дерматоскопії, оснащений галогенною лампою, який можна тримати у руці. Використано ахроматичний об'єктив з 10-кратним збільшенням та імерсійну олію.  Проектом керував професор Отто Браун-Фалько. Підтримка надана виробником медичного обладнання HEINE Optotechnik. Метод схвалено та первірено у 1989 році Wilhelm Stolz на кафедрі дерматології та алергології Мюнхенського університету.

У 1989 році у Гамбурзі на першій робочій зустрічі з проблем дерматоскопії були розроблені рекомендації, що включали детальний список дерматоскопічних ознак пігментних порушень:
1. нерегулярна пігментована ретикулярна мережа;
2. нерівномірні крапки та плями;
3. нерівномірні смуги;
4. біло-блакитна вуаль;
5. нерівномірна пігментація;
6. частки регресії пігментного новоутворення;
7. атипові судинні новоутворення.

## Види дерматоскопії
Методика дерматоскопії прямо залежить від приладу, яким її проводять.
Розрізняють три основні види дерматоскопії:
- Контактна неполяризована[4];
- Контактна поляризована[5];
- Безконтактна поляризована[6].

Сучасні дерматоскопи мають декілька режимів, що дозволяє отримати більш детальну інформацію про стан шкіри та новоутворення. За допомогою поляризованого світла візуалізують стан глибоких шарів шкіри, а неполяризоване світло відображає поверхневі шари.

## Переваги
- Неінвазивний метод дослідження дозволяє візуалізувати морфологічні структури епідермісу та сосочкового шару дерми, які невидимі для неозброєного ока;
- Дерматоскопія є більш точним методом, ніж клінічне обстеження;
- Майже всі дерматоскопічні структури мають чітку морфологічну кореляцію;
- Асоціація таких структур в одному елементі та їх розташування дуже часто дозволяють чітко визначити тип новоутворення шкіри;
- Дерматоскопія — відносно недорогий і технічно нескладний для виконання метод, однак інтерпретація вимагає певного досвіду й рівня експертизи;
- Зниження операцій коштом хибно діагностованих меланом та онкологічних новоутворень[7].

## Застосування
Найчастіше метод дерматоскопії застосовують для виявлення меланоми.
Інші напрямки використання:
- Цифрова дерматоскопія допомагає спостерігати за ураженнями шкіри, які схожі на меланому. Пацієнтові призначають дослідження декілька разів із певним інтервалом. Отримані знімки порівнюють і оцінюють на наявність змін у новоутворенні. Якщо структура не змінюється, новоутворення вважається доброякісним[8].
- Діагностика пухлин шкіри різного характеру — карцинома, циліндрома, ангіома, дерматофіброма, кератоз себорейний та інші різновиди пухлин. Кожне новоутворення має власні ознаки[9], які чітко видно під дерматоскопом[10].
- Допоміжна діагностика корости та лобкової воші. Під час дерматоскопії застосовують контрастну рідину. Вона зафарбовує шкіру, допомагає виявити розміщення кліща Sarcoptes scabiei та відрізнити площицю від інших комах[11],[12]
- Спостереження за бородавками. За допомогою методу лікар може відрізнити бородавку від мозолі. При лікуванні бородавок на останніх стадіях дерматоскопія показує прогрес терапії.
- Дослідження грибкових інфекцій шкіри.
- Встановлення захворювань волосся та шкіри голови. Застосовується трихоскопія для діагностики алопеції різної природи та інших патологій волосся[13].
- Виявлення хірургічних меж у разі складно діагностованого раку шкіри. Застосовується при базальноклітинних карциномах, злоякісних лентиго, хворобі Боуена. Хірург може визначити справжні розміри пухлини, що зменшує кількість повторних операцій.
- Діагностика невусів.

## Призначення та показання
Дерматоскопія показана при таких проявах:
- Збільшення, ущільнення та зміни кольору у родимці;
- Перед видаленням шкірного новоутворення;
- Наявність великої кількості пігментних плям;
- Наявність великої кількості новоутворень, що здіймаються над шкірою та мають діаметр понад 0,5 см;
- Свербіж, поколювання та тріщини в області родимки;
- Постійно збільшується кількість родимок на тілі;
- Родимку було травмовано.

Бажано проводити дерматоскопію особам, які:
- Довго перебувають під дією УФ-випромінювання;
- Мають вік старше 60 років;
- Мають родичів, у яких в анамнезі є діагноз рак шкіри;
- Мають бліду шкіру та світлі очі (фототип 2).

## Сучасність та перспективи
На початку 2000-х років активно продовжується вдосконалення методу та застосування автоматизованих технологій. Вчені Віденського університету винайшли та запатентували дерматоскоп на основі крос-поляризації. Ця методика стала основою для цифрової дерматоскопії.
2001 ріку компанія 3Gen представила перший поляризований портативний дерматоскоп DermLite. Він дозволяє не використовувати імерсійну рідину для візуалізації.
Клінічні апробації медичного приладу FotoFinderdermoscope II показали, що апарат дозволяє проводити автоматичну діагностику пігментних порушень з чутливістю 80 %, специфічністю 90 % та точністю 90 %, що збігається з оглядом висококваліфікованого онкодерматолога.
Зараз для дерматоскопії використовують надточні нейронні мережі, але така апаратура потребує більш глибоких досліджень.
Найпоширеніші сучасні системи дерматоскопії — Fotofinder, DermoGenius, HEINE та інші.